# Final Fantasy Crystal Chronicles
Final Fantasy Crystal Chronicles is een RPG computerspel voor de Nintendo GameCube. Het werd gemaakt door The Game Designers Studio (opgericht door Square om Final Fantasy games op Nintendo consoles uit te brengen). Het is de eerste Final Fantasy die na Final Fantasy VI op een Nintendo console uitkwam.

## Verhaal
De wereld is bedekt door een giftige stof genaamd miasma. Iedereen die ermee in aanraking komt kan eraan sterven. Gelukkig hebben de bewoners van deze wereld een manier ontdekt om de miasma op een afstand te houden. Ze gebruiken daarvoor kristallen. Ze gebruiken kleine kristallen voor dorpjes en grote voor steden. Helaas is de kracht van deze kristallen niet oneindig en moeten ze iedere jaar worden gezuiverd. Dit doen ze met behulp van mirre die ze kunnen halen van een mirreboom. Maar mirre is zeer moeilijk om te verkrijgen. Jonge mannen en vrouwen gaan met zogenaamde kristalkaravanen mee om die mirre te vinden. Die ze dan moeten terugbrengen naar hun dorp of stad. De Kristalkaravaan wordt dan weer beschermd door een kelk met daarop een klein kristal. Deze kelk moeten ze 3 keer vullen met een drup van de mirreboom.

## Verschillende rassen
- Clavat
- Lilty
- Yuke
- Selkie

## Trivia
- Het spel is opgenomen in het boek 1001 Video Games You Must Play Before You Die van Tony Mott.